# SN 2009ff
SN 2009ff – supernowa typu Ia odkryta 17 maja 2009 roku w galaktyce A163310+5305. W momencie odkrycia miała maksymalną jasność 20,50m.